# Henri Tézenas du Montcel
Henri Tézenas du Montcel (Blois, 8 de enero de 1943 – 2 de diciembre de 1994) fue un economista francés.

## Biografía
Henri Tézenas du Montcel es hijo de René Tézenas du Montcel, ingeniero de minas, y Suzanne Desjoyeaux. Se doctoró en economía en 1970 y fue profesor universitario de economía y gestión en 1973.
Henri Tézenas participó en la fundación del Centro Universitario Dauphine (futura Universidad París IX) en 1968. Es profesor de gestión de recursos humanos y de microeconomía. Presidió la Universidad Paris-Dauphine de 1980 a 1984 y fortaleció su reputación en la educación superior en gestión. Creó el DESS 212 Asuntos Internacionales (actualmente Máster 212) del que fue responsable de 1985 a 1989, así como el Grupo de Investigación Económica y Social (GRES).
Presidió Radio Francia Internacional de 1986 a 1989. Luego fue presidente del Grupo HEC de enero de 1992 a 1994.
Poco antes de su muerte, en 1994 fundó y presidió la asociación nacional l'Envol, que organiza estancias y programas gratuitos para niños gravemente enfermos y sus familias.
Murió en diciembre de 1994 de cáncer.